# Халлгрен, Фрида
Фрида София Халлгрен (швед. Frida Hallgren; родилась 16 декабря 1974 года в Стокгольме) — шведская актриса, получившая всемирную известность благодаря фильму «Как на небесах».
После получения диплома Фрида поступила в театральный университет в Мальмё. В городском театре Гётеборга она проходила практический курс. После этого Фрида получила несколько театральных ролей в Гётеборге, Стокгольме и Упсале. Она получила международную известность благодаря ведущей роли Лены в номинированном на премию Оскара фильме Кея Поллака «Как это на небесах». В 2007 году она была с Уолтера Ситтлера и Ингера Нильссона (Пеппи Длинныйчулок) во Втором немецком телевизионном мини-сериале «Der Kommissar und das Meer» . Она снялась в шведском фильме «Агент Гамильтон: но не в том, что касается твоей дочери» в 2012 году. С 2013 года она снимается в шведском драматическом сериале «Fröken Frimans krig».